# Sinuolinea sinuosa
Sinuolinea sinuosa is een microscopische parasiet uit de familie Sinuolineidae. Sinuolinea sinuosa werd in 1953 beschreven door Shulman. 